# Валдайський клуб

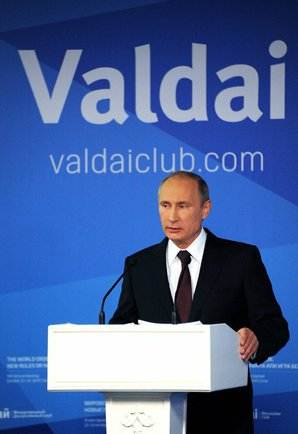
Путін виступає на Валдайському клубі в 2014 році в Сочі

Валдайський клуб (також Валдайський форум, повна назва Валдайський міжнародний дискусійний клуб, рос. Международный дискуссионный клуб Валдай, ang Valdai Discussion Club ) —  форум заснований для пропаганди Росії за кордоном. та пропаганди ідеології "русского міра". Протягом кількох років організаторам поступово вдавалося запрошувати на цю зустріч все більше і більше значущих іноземних представників та учасників політичного, громадського та культурного життя Росії. Валдайський форум знаходиться під санкціям з боку України та Канади через у зв’язку Російським вторгненням в Україну (з 2022) 

## Історія клубу з 2004
Організація дискусійного клубу була підготовлена агентством РІА Новості, Радою зовнішньої та оборонної політики Росії та редакцією The Moscow Times, Russia in Global Politics і Russia Profile з весни 2004 року.
Путін  є постійним учасником засідань Валдайського клубу. Так було з першої конференції на Валдайському озері, під час якої 6 вересня 2004 року відбулася тригодинна розмова президента Путіна з іноземними учасниками зустрічі. Беруть участь в клубі «Валдай» і Медведєв, Іванов, Лавров, Шойгу та інші <pdrsi>.
Клуб  здійснює регіональну пропаганду та вплив  – Азійський, Середньосхідний та Євроатлантичний діалоги. Клуб проводить спеціальну сесію в рамках Петербурзького міжнародного економічного форум та Східного економічного форуму. У лютому 2022 року на Валдаї виступав генеральний секретар ОДКБ Станіслав Зась
Деніел В. Дрезнер, професор міжнародної політики у Школі права та дипломатії Флетчера при Університет Тафтса, описав Валдай як «російський еквівалент Давосу (мінус корпоративна присутність)», а також що ціллю учасників є можливість визначити офіційну лінію російської влади, хоча відвідування  ризикує «підвищити легітимність влади, яку останнім часом звинувачують у деяких нелегітимних діях».
Микола Петров з Московського центру Карнегі назвав Валдай «проектом, який Кремль використовує як відверту пропаганду», а російський соціолог Лілія Шевцова розкритикувала Валдайські конференції у статті під назвою "Корисні ідіоти Путіна".
Марсель Х. Ван Герпен. писав, що Валдай - це захід м’якої сили Кремля на службі цілям російської зовнішньої політики, а російське керівництво використовувало конференцію для залучення західних інтелектуалів та спілкування між російською та західною елітами та «створити випробувальний полігон для зовнішньополітичних ініціатив Кремля».
Ангус Роксбург писав, що РІА Новини було важливим для створення Валдаю під час другого терміну Путіна, і що конференція відіграє ключову роль у зусиллях російського уряду покращити імідж Путіна та вплинути на сторонніх людей.
Микола Петров також писав, що клуб все більше стає «інструментом пропаганди».
Британський журналіст Ангус Роксбург назвав його частиною Російської пропаганди 
У книзі Джона Міршаймера 2023 року «Як думають держави» у передмові визнається, що він отримує фінансову підтримку від Валдаю, який також присудив йому нагороду за найкращу книгу за його книгу 2019 року «Велика омана».

### Перша конференція
Перша конференція відбулася у вересня 2004 року на березі озера Валдай в Новгородській області Росії звідси і назва «Валдайський клуб». Темою зустрічі стала «Росія на рубежі веків: надії та реалії».
Ця подія відбулася саме тоді, коли відбулася Бесланська трагедія - 3 вересня 2004, коли внаслідок вибуху бомби в початковій школі Беслана загинуло майже 400 людей, темою конференції була «Свобода слова і відповідальність свободи», але всі іноземні учасники зустрічі розбіглися дивитися CNN, BBC чи EuroNews, оскільки російські ЗМІ не повідомляли про поточні події.
Організатори забезпечили участь багатьох світових науковців та експертів з міжнародної політики та й відомих журналістів. Було запрошено 42 учасники, більшість з яких прийняли запрошення. Представників російських ЗМІ не запросили. Серед іноземних журналістів, яким російська сторона оплатила усі витрати на поїздку, включаючи квиток бізнес-класу «Аерофлоту», розкішне проживання та харчування, був, наприклад,  британський журналіст і лауреат багатьох премій Джонатан Стіл з газети The Guardian.

## Місце, тематика та учасники зустрічі

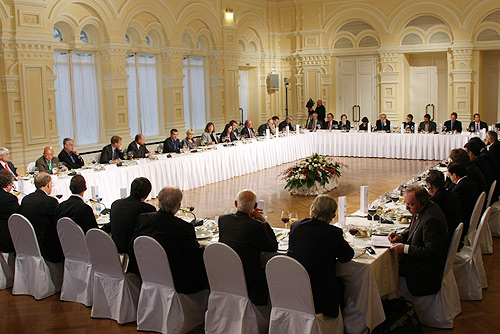
Зустріч Валдайського клубу з Медведєвим 12 вересня 2008 р. в Москві

Збори клубу «Валдай» проводяться кожної осені з 2004 року, в різних містах наприклад, міста Казань, Ростов-на-Дону, Грозний, Калуга, Якутськ, Санкт-Петербург, Москва, Ханти-Мансійськ або Сочі. Друга зустріч поспіль у 2005 році відбулася на борту круїзного  корабля «Олександр Радищев» (Александр Радищев) під час рейсу з Москви до Твері та назад.

### 2013 рік
У 2013 році на Валдай повернулися учасники 10-ї ювілейної зустрічі Валдайського клубу   Зібралось близько 200 представників громадського, культурного та політичного життя з Росії та зарубіжжя. Серед  гостей були, наприклад, прем’єр-міністр Італії та колишній президент Європейської комісії Романо Проді, Франсуа Фійон, прем’єр-міністр Франції у 2007-2012 роках, Фолькер Рюе (ХДС), міністр оборони Німеччини з 1992-1998 роки. Реакція на це засідання Валдайського клубу, мабуть, була найбільшою і найбурхливішою — у Франції, оскільки, як говорилося в заголовку газети Le Parisien, наприклад, Франсуа Фійон критикував Францію в Росії перед Путіним за її позиції в сирійській війні.   У своїй тригодинній промові, яку транслювало в прямому ефірі російське телебачення, президент Путін розкритикував Захід і його культуру.

### 2014 рік
З 2014 року відбулися  зміни в правлінні Фонду розвитку і підтримки МДК «Валдай», який після РІА Новини взяв на себе роль головного організатора. У діяльності фонду почали брати участь Науково-дослідний центр міжнародних проблем МДІМВ, Економічний університет, Рада зовнішньої та оборонної політики Росії та інші державні установи. Головною темою зустрічі, що відбулася в Сочі в 2014 році, було «Світовий порядок: нові правила чи гра без правил?»

### 2015 рік
На засіданні Валдайського клубу в жовтні 2015 року головними темами були «Безпека и питання війни», «Роль держави в сучсаному світі», «Глобалізація і регіоналізація: як змінюється глобальне середовище» (Глобализация и регионализация: как меняется глобальная среда), «Глобальні альтернативи» (Глобальные альтернативы) та «Євразія» (Евразия). На зустрічі були присутні, наприклад, колишній посол США в Радянському Союзі та Чехословаччині Джек Метлок, а також колишній президент Чехії Вацлав Клаус, який відвідав засідання Валдайського клубу незабаром після участі в міжнародний форум «Діалог цивілізацій» на грецькому острові Родос. Вацлав Клаус виступив у Сочі 22 жовтня 2015 року з доповіддю на тему «Загроза — це ми».

### 2016 рік
Учасники клубу «Валдай»  зустрілися в Сочі в жовтні 2016 року. Тема, яку обговорювали 150 учасників із 35 країн, була «Майбутнє починається сьогодні – особливості завтрашнього світу». Серед гостей були, наприклад, колишній президент Фінляндії Тар'я Халонен, колишній президент Австрії Хайнц Фішер і колишній президент Південно-Африканської Республіки Табо Мбекі. На засіданні Валдайського клубу були присутні Путін і   Лавров.  Путін у своїй  промові  згадав умови відновлення партнерських відносин між Росією та США. Висловлені ним терміни свідчать про  зміну балансу сил у світі. За словами президента Путіна, Росія готова відновити партнерство зі США, якщо США і НАТО виведуть з територій Східної Європи все, що вони побудували там після 2000 року, тобто після розширення НАТО на схід. Інші умови – скасування економічних санкцій проти Росії та відшкодування збитків, завданих цими санкціями та їх наслідками.

### 2022 рік

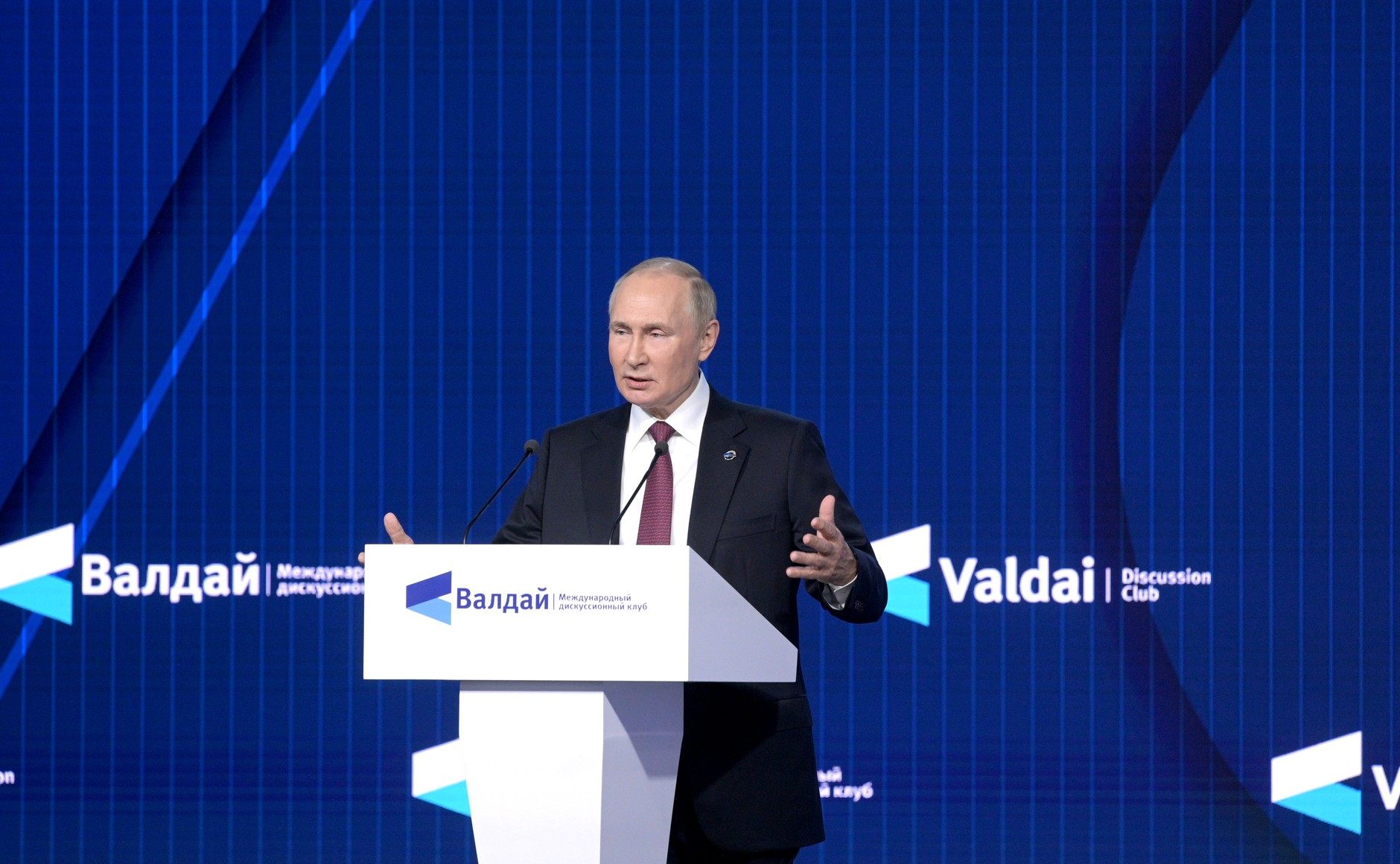
З виступу Путіна 27 жовтня 2022 року

24-27 жовтня відбулося 19-те засідання клубу «Валдай». Жовтень 2022 р. у Москві під гаслом «Постгегемоністичний світ: справедливість і безпека для кожного» ( anglicky «Постгегемоністичний світ: справедливість і безпека для кожного» ). На офіційному сайті клубу зазначено, що в цій зустрічі взяли участь "111 експертів, політиків, дипломатів і економістів з 41 країни світу". Крім учасників з країни-господаря, були також гості з Афганістану, Бразилії, Китаю, Єгипту, Франції, Німеччини, Індії, Індонезії, Ірану, Казахстану, ПАР, США, Узбекистану, Туреччини та інших країн.
На засіданні клубу також виступив  Путін. У своїй промові він назвав політику Заходу кривавою та брудною, яка заперечує суверенітет держав і націй і спрямована на заволодіння всіма ресурсами та багатствами людства. Він звинуватив країни західного світу в розпалюванні Російського вторгненням в Україну (з 2022) та спробах знищити Росію. Водночас він зазначив, що цим зусиллям у разі необхідності можна протистояти за допомогою ядерної зброї.

### 2023 рік
20-те  засідання Валдайського клубу відбулося 2-5 Жовтень 2023 року в Сочі. У ньому взяли участь 140 учасників із 42 країн світу з п’яти континентів – Європи, Азії, Африки, Північної та Південної Америки. Протягом чотирьох днів було заплановано 17 дискусійних форумів, присвячених шести ключовим темам: Роль ядерної зброї та ризики її застосування, Продовольча безпека та внесок Росії, Світова економіка без монетарної монополії та санкцій, Російська економіка, суспільство і культура в епоху трансформації, Енергетичні ринки на тлі військово - політичної напруги, Наука і освіта в добу конфронтації.
У заключний день конференції виступив  Путін. Цю промову, в якій Путін серед іншого сказав, що Росія бореться за принципи нового світового порядку в Україні, вже анонсували як подію світового значення. «Перед нами стоїть завдання побудови нового світу», — заявив він.
Серед іншого Путін прокоментував Договір про всеосяжну заборону ядерних випробувань і вказав міркування, за якими Росія може відмовитися від його ратифікації.

## Список зустрічей
| Назва                                                                                        | Місце                                                       | Час                           | Примітки |
| -------------------------------------------------------------------------------------------- | ----------------------------------------------------------- | ----------------------------- | --- |
| Росія на рубежі століть: надії і реальність                                                  | Великий Новгород                                            | вересень 2–5, 2004            | |
| Росія як політичний калейдоскоп                                                              | круїзний лайнер Олександр Радищев (з Москви в Твер і назад) | вересень 2–5, 2005            | |
| Глобальна енергетика в 21 столітті: роль і позиція Росії                                     | Москва і Ханти-Мансійськ                                    | вересень 4–9, 2006            | |
| Росія на роздоріжжі - вибір і ідентичність                                                   | Москва і Казань                                             | вересень 10–14, 2007          | |
| Роль Росії в глобальній геополітичній революції початку ХХІ ст.                              | Москва, Ростов-на-Дону та Грозний                           | вересень 9–14, 2008           | |
| Росія – Захід: Назад у майбутнє                                                              | Якутськ і Москва                                            | вересень 7–15, 2009           | |
| Росія: історія і перспективи розвитку                                                        | Санкт-Петербург, Карелія, Сочі                              | вересень 1–7, 2010            | |
| Вибори 2011–2012 років і майбутнє Росії: сценарії розвитку на наступні 5–8 років             | Калуга і Москва                                             | Листопад 6–12, 2011           | |
| Майбутнє створюється сьогодні: сценарії економічного розвитку Росії                          | Санкт-Петербург і Москва                                    | жовтень 20–26, 2012           | |
| Різноманітність Росії для сучасного світу                                                    | Новгородська область                                        | вересень 16–19, 2013          | |
| Світовий порядок: нові правила або гра без правил                                            | Сочі                                                        | жовтень 22–24, 2014           | |
| Суспільства між війною та миром: подолання логіки конфлікту в завтрашньому світі             | Сочі                                                        | жовтень 19–22, 2015           | |
| Майбутнє в прогресі: Формування світу завтрашнього дня                                       | Сочі                                                        | жовтень 24–27, 2016           | |
| Творче руйнування: чи виникне новий світовий порядок із поточних конфліктів?                 | Сочі                                                        | жовтень 16–19, 2017           | |
| Росія: Порядок денний на 21 століття                                                         | Сочі                                                        | жовтень 15–18, 2018           | На засіданні був присутній екс-президент Афганістану Хамід Карзай                                                                                     |
| Світанок Сходу і світовий політичний порядок                                                 | Сочі                                                        | вересень 30 – жовтень 3, 2019 | У засіданні взяли участь президенти Філіппін Родріго Дутерте, Казахстану Касим-Жомарт Токаєв, Азербайджану Ільхам Алієв та Король Йорданії Абдалла II |
| Уроки пандемії та новий порядок денний: як перетворити світову кризу на можливість для світу | Москва                                                      | жовтень 20–22, 2020           | |
| Глобальні потрясіння в 21 столітті: особистість, цінності та держава                         | Сочі                                                        | жовтень 18–21, 2021           | |
| Постгегемоністичний світ: справедливість і безпека для кожного                               | Москва                                                      | жовтень 24–27, 2022           | |
| Справедлива багатополярність: як забезпечити безпеку та розвиток для кожного                 | Сочі                                                        | жовтень 2–5, 2023             | |

### довідка
1. 1 2 3 4  Кремль пытается скупать западных журналистов, которые улучшат его имидж (rusky) . NEWSru.com. 13 вересня 2004.
2. 1 2  Валдай в Грозном (rusky) . Groznyj Inform. 23 вересня 2008.
3. ↑  Valdai Discussion Club (Foundation). OpenSanctions.org (англ.). 21 березня 2011. Архів оригіналу за 24 січня 2024. Процитовано 24 січня 2024.
4. ↑  Canada introduces new package of sanctions against Russia. Interfax-Ukraine (англ.). Процитовано 24 січня 2024.
5. 1 2  Выступление Владимира Путина на заседании клуба "Валдай". Стенограмма заседания (rusky) . 16 вересня 2013.
6. ↑  Putin's propaganda machine: soft power and Russian foreign policy. Choice Reviews Online. Т. 53, № 09. 19 квітня 2016. с. 53–4143-53-4143. doi:10.5860/choice.195918. ISSN 0009-4978. Процитовано 24 січня 2024.
7. ↑   https://carnegiemoscow.org/2008/09/16/valdai-voodoo-pub-22124. {{cite web}}: Пропущений або порожній |title= (довідка)
8. ↑  Roxburgh, Angus (2011). The Strongman. I.B. Tauris. ISBN 978-0-7556-3925-0.
9. ↑  Заседание международного дискуссионного клуба «Валдай» (rusky) . Kancelář prezidenta Ruské federace. 19 вересня 2013.
10. ↑  Программы / 2015 (rusky) . Междунарoдный дискуссиoнный клуб «Валдaй».
11. ↑  Notes for Sochi "Valdai’s Debate about Threats: The Threat Is Us" (anglicky) . Václav Klaus. 22 жовтня 2015.
12. ↑  Вацлав Клаус о Валдайском форуме (rusky) . 26 жовтня 2015.
13. ↑  Wolfgang Schüssel about 13th Valdai Club Meeting: frank discussions without taboos (anglicky) . 24 листопада 2016.
14. ↑  Valdajský klub 2016 (slovensky) . Slovensko - ruská spoločnosť. 15 листопада 2016. Архів оригіналу за 21 листопада 2016. Процитовано 24 січня 2024.
15. 1 2  19th Annual Meeting of the Valdai Discussion Club (англ.). valdaiclub.com.
16. 1 2  XX Ежегодное заседание Международного дискуссионного клуба «Валдай» (рос.). Valdajský klub.

### пов'язані статті
- Форум 2000

### зовнішні посилання
- Офіційний сайт клубу «Валдай» (англ.), (рос.)
- Оригінальний запис виступу В. Путіна на 19 засіданні Валдайського клубу (рос.)
- Стенографічний запис виступу В. Путіна на 20-му засіданні Валдайського клубу (рос.)